# Иван Цветков (критик)
Вижте пояснителната страница за други личности с името Иван Цветков.
Иван Александров Цветков е български литературен критик и историк русист.

## Биография
Роден е на 15 октомври 1924 г. в село Неделево, Пловдивска област. Завършва гимназия в Пловдив (1945). Политзатворник в Пловдив и Варна (1944). След 9 септември 1944 г. работи в Областния комитет на РМС в Пловдив. Завършва руска филология в Ленинградския държавен университет (1951), а след това и аспирантура в Московския университет. Асистент (1951 – 1954) и завеждащ Катедрата по руски език и литература (1976 – 1980) в Софийския университет.
Научен сътрудник (1958), старши научен сътрудник (1968) и професор (1985) в Института за литература при БАН. Съветник на министъра на просветата и културата (1958 – 1961).
Завеждащ отдел „Критика“ (1966 – 1968) във в. „Литературен фронт“. Главен редактор на списание „Родна реч“ (1968 – 1973). Секретар на Съюза на българските писатели (1973 – 1980). Зам.-главен редактор на списание „Съвременник“ (1980 – 1989).
Председател на българската секция на Международната асоциация на литературните критици (от 1972).
Първата му публикация са стихове в списание „Ученически полет“ (Пловдив) през 1938 г. Единствената си стихосбирка издава през 1945 г.
Съставител на издания на български език на сборници с произведения на руските писатели Иван Бунин, Александър Куприн, Антон Чехов, Александър Блок, Валерий Брюсов, Виктор Астафиев, Чингиз Айтматов и др.
Умира през есента на 2020 г. след тежко и продължително боледуване.

## Отличия
- 1977 г. – удостоен е със званието „Заслужил деятел на културата“[3]
- 2014 г. – награда „Златно перо“[4]